# Thunderlord
Thunderlord est un roman non traduit du Cycle de Ténébreuse, écrit par Deborah J. Ross d'après les ébauches et les notes de Marion Zimmer Bradley, publié en 2016.